# Клондайк (фільм)
«Клондайк» — український ігровий драматичний фільм 2022 року, знятий режисеркою Мариною Ер Горбач. У сюжеті стрічки події російсько-української війни на Донбасі та збиття літака рейсу MH17. Український Оскарівський Комітет обрав стрічку офіційним представником від України на премію «Оскар 2023» у номінації «Найкращий міжнародний повнометражний фільм». 
У січні 2022 року стрічка отримала нагороду за «найкращу режисуру світового кіно» на кінофестивалі «Санденс» — головному фестивалі незалежного кіно в США.

## Сюжет
Фільм розповідає про місцеву родину, яка опинилася в епіцентрі подій авіакатастрофи рейсу MH17 Malaysia Airlines 17 липня 2014 року в селі Грабове Донецької області. Головні герої Ірина та Анатолій очікують народження першої дитини, але війна жорстоко вривається в їхні життя разом із уламками збитого боїнга. Жінка відмовляється евакуюватися, навіть коли село захоплюють озброєні угрупування.

## Творча команда
У головних ролях
- Оксана Черкашина — Іра
- Сергій Шадрін — Толік
- Олег Щербина — Ярик, молодший брат Іри[4]

Знімальна група
- Режисерка — Марина Ер Горбач
- Сценаристка — Марина Ер Горбач
- Оператор-постановник — Святослав Булаковський
- Художники-постановники — Марія Денисенко, Віталій Сударков, Андрій Гречишкін
- Композитор — Звіяд Мгебрішвілі
- Звукорежисер — Серджан Курп'єл
- Художниця з костюмів — Вікторія Філіпова
- Художниця із гриму — Ксенія Гальченко
- Продюсери — Марина Ер Горбач, Святослав Булаковський, Мехмет Баґадір Ер (Protim V.P.)[3][5]

## Виробництво
Проєкт фільму став переможцем 11-го конкурсного відбору Держкіно. Окрім того, у травні 2021 року виробництво стрічки підтримало Міністерство культури та туризму Туреччини в категорії міжнародної копродукції. Бюджет картини склав 25,9 млн грн.
Кастинг акторів проводили разом із Танею Симон. До проєкту залучили боснійського звукорежисера Серджана Курп'єла та грузинського композитора Звіяда Мгебрішвілі. За умовами співпраці, 90 % постпродукції відбувалося в Туреччині.
2020 року, ще на етапі сценарію, турецький медіахолдинг TRT придбав право на показ фільму.

## Випуск
Світова прем'єра стрічки відбулася 21 січня 2022 року на міжнародному кінофестивалі «Санденс» — головному фестивалі незалежного кіно в США. «Клондайк» — перший український ігровий фільм, представлений на цьому фестивалі у конкурсній програмі World Cinema Dramatic Competition.
Окрім того, стрічку відібрали до конкурсної секції «Панорама» 72-го Берлінського міжнародного кінофестивалю.

## Оцінка
У січні 2022 року стрічка отримала нагороду за «найкращу режисуру світового кіно» на кінофестивалі «Санденс». Куратори фестивальної програми назвали фільм «значущою та емпатійною одою людській стійкості»: «„Клондайк“ емоційно та глибоко окреслює невизначеність життя родини в зоні бойових дій. Камера розповідає про збитки, завдані їхній оселі, з пронизливим визнанням того, що їхні життя також були назавжди змінені».
Режисерка картини Марина Ер Горбач казала про свою картину таке:
|                    | Для мене ця картина – «ракета» проти страху військової агресії з боку Росії перш за все для самої себе. «Клондайк» з’явився на перетині безсилля зупинити війну та глибокої поваги й вдячності тим, хто відстоює Україну. І ще це мрія про мир в Україні. |
| — Марина Ер Горбач | |

## Нагороди та номінації
| Список нагород та номінацій        | Список нагород та номінацій | Список нагород та номінацій        | Список нагород та номінацій | Список нагород та номінацій | Список нагород та номінацій |
| Кінофестиваль/Кінопремія           | Рік                         | Категорія                          | Номінант(и)                 | Результат                   | Дж                          |
| ---------------------------------- | --------------------------- | ---------------------------------- | --------------------------- | --------------------------- | --------------------------- |
| Кінофестиваль «Санденс»            | 2022                        | «Найкраща режисура світового кіно» | Клондайк                    | Перемога                    | [ 2 ]                       |
| Міжнародний кінофестиваль в Сієтлі | 2022                        |                                    | Клондайк                    | Гран-прі                    | [ 11 ]                      |
| Берлінале                          | 2022                        | секція «Панорама»                  | Клондайк                    | Приз екуменічного журі      | [ 12 ]                      |